# Nell Ersson
Nell Eivor Kristina Ersson (* 17. April 1933 in Högbo als Nell Sjöström; † 5. September 2021 in Gävle), geschiedene Svensson, war eine schwedische Leichtathletin.

## Leben
Nell Ersson wurde 1950 und 1951 schwedische Meisterin über 100 und 200 Meter. Bei den Olympischen Spielen 1952 in Helsinki schied sie Vorlauf des 100-Meter-Laufs aus. Auch im 4-mal-100-Meter-Staffellauf konnte sie sich nicht mit der schwedischen Staffel für das Finale qualifizieren. 